# Пйолунка
Пйолунка (пол. Piołunka) — село в Польщі, у гміні Сендзішув Єнджейовського повіту Свентокшиського воєводства.
Населення — 149 осіб (2011).
У 1975-1998 роках село належало до Келецького воєводства.

## Демографія
Демографічна структура на день 31 березня 2011 року:
|          | Загалом | Допрацездатний вік | Працездатний вік | Постпрацездатний вік |
| -------- | ------- | ------------------ | ---------------- | -------------------- |
| Чоловіки | 77      | 24                 | 47               | 6                    |
| Жінки    | 72      | 13                 | 38               | 21                   |
| Разом    | 149     | 37                 | 85               | 27                   |